# Baekho
Kang Dong-ho (tiếng Hàn: 강동호; Hanja: 姜東昊; sinh ngày 21 tháng 7 năm 1995), còn được biết đến với nghệ danh Baekho (tiếng Hàn: 백호; Hanja: 白虎), là một nam ca sĩ người Hàn Quốc. Anh là thành viên nhóm nhạc nam Hàn Quốc NU’EST với vai trò giọng ca chính của nhóm. Anh còn được biết đến với vai trò thí sinh trong chương trình Produce 101.

## Sự nghiệp

### Trước khi ra mắt
Baekho trở thành một thực tập sinh Pledis sau khi được phát hiện bởi công ty vào năm 2010. Anh nhận điều nhiều sự chú ý sau khi xuất hiện trong M/V ca nhạc "Play Ur Love" của After School. Năm 2011, JR và Baekho đã xuất hiện trong chương trình Hello Counselor của đài KBS và đã được tiết lộ bởi After School Kahi là hai trong số các thành viên của nhóm. Điều đó đã kéo đến sự chú ý của người xem, nên họ đã trở thành một chủ đề bàn tán trên internet.
Trước khi ra mắt, Baekho đã xuất hiện trong rất nhiều sản phẩm âm nhạc của các nghệ sĩ cùng công ty quản lí, giới thiệu như là thành viên của Pledis Boys. Anh từng là vũ công cho After School Blue's Wonder Boy, và từng góp giọng trong ca khúc Giáng sinh của công ty Love Letter, cùng với ra mắt M/V cho ca khúc.

### 2012-nay: Ra mắt với NU'EST
Nghệ danh sân khấu "Baekho" được tạo nên bởi nghệ sĩ cùng công ty Uee bởi Dong-ho có ngoại hình giống với nhân vật Kang Baekho trong Slam Dunk. Vào ngày 15 tháng 3 năm 2012, Baekho đã ra mắt với vai trò giọng ca chính của NU'EST.
Năm 2013, Baekho và Ren bắt đầu sự nghiệp diễn xuất với sự xuất hiện trong bộ phim của Uee's Jeon Woo-chi.
Đầu năm 2014, Baekho được chẩn đoán bị u dây thanh đới (vocal fold nodule). Tuy nhiên, Baekho muốn tiếp tục biểu diễn và anh đã tiếp tục luyện tập với NU’EST trong khi tiếp nhận điều trị. Pledis Entertainment đã thông báo vào tháng 11 rằng Baekho nên tạm dừng các hoạt động với nhóm. Các bác sĩ của anh khuyên rằng anh nên để giọng nói hoàn toàn bình phục và anh phải trải qua một cuộc tiểu phẫu. Vào tháng 2 năm 2016, anh tiết lộ rằng anh đã chữa khỏi bệnh u dây thanh đới hoàn toàn.

### 2017: Produce 101 mùa 2
Năm 2017, NU’EST đã dừng tất cả các hoạt động kể từ khi  JR, Baekho, Minhyun và Ren tham gia mùa thứ hai của chương trình Produce 101.
Trong nhiệm vụ position-based, anh đã cover "Playing with Fire" của Blackpink và fancam của anh đã đạt 1 triệu lượt xem chỉ trong ba ngày. Trong vòng đánh giá concept, đội của anh đã trình diễn "Open Up", giành chiến thắng và anh là một trong hai thành viên được nhiều lượt bình chọn nhất trong nhóm. Anh được ca ngợi bởi giọng hát khỏe và ổn định bởi bản trình diễn đã được loại bỏ nhạc nền.

## Danh sách đĩa nhạc

### Ca khúc sáng tác
The Korea Music Copyright Association có 5 ca khúc được đăng kí dưới tên anh.
| Năm  | Nghệ sĩ | Album     | Ca khúc                                     | Phần      | Chú thích                                  |
| 2015 | BUMZU   | Good Life | YA해                                        | Lời       |                                            |
| 2016 | NU'EST  | Q is      | 나의 천국                                   | Nhạc      | Lời viết cùng JR                           |
| 2016 | NU'EST  | Q is      | 사실 말야                                   | Lời, Nhạc | Lời viết cùng JR, Minhyun                  |
| 2016 | NU'EST  | CANVAS    | R.L.T.L (Real Love True Love) (one morning) | Lời       | Lời viết cùng JR, Minhyun                  |
| 2016 | NU'EST  | CANVAS    | Love Paint (every afternoon)                | Lời       | Tất cả thành viên NU'EST tham gia viết lời |
| 2016 | NU'EST  | CANVAS    | Look (a starlight night)                    | Lời, Nhạc | Lời viết cùng JR, Minhyun                  |

### Bản thu khác
| Năm  | Nghệ sĩ                         | Tựa đề          | Thứ hạng cao nhất | Album                  | Chú thích                        |
| Năm  | Nghệ sĩ                         | Tựa đề          | KOR (Gaon)        | Album                  | Chú thích                        |
| ---- | ------------------------------- | --------------- | ----------------- | ---------------------- | -------------------------------- |
| 2010 | After School                    | Someone Is You  | —                 | Happy Pledis 1st Album | Đồng ca nam JR, Ren, Baekho      |
| 2011 | Son Dam-bi & After School       | LOVE LETTER     | —                 | Happy Pledis 2nd Album | Với Ara, Hyelim, Minhyun, Baekho |
| 2017 | Knock                           | 열어줘(Open Up) | 10                | 35 Boys 5 Concepts     | Người tham dự produce 101        |
| 2017 | Produce 101 Last 20 Contestants | Super Hot       | 41                | Produce 101 – Final    | Người tham dự produce 101        |
| 2017 | Produce 101 Last 20 Contestants | Always          | 29                | Produce 101 – Final    | Người tham dự produce 101        |

## Danh sách phim

### Phim truyền hình
| Năm  | Tựa đề       | Mạng | Chú thích |
| ---- | ------------ | ---- | --------- |
| 2013 | Jeon Woo-chi | KBS  | với Ren   |

### M/V ca nhạc khác
| Năm  | Nghệ sĩ                   | Tựa đề                            | Chú thích                        |
| ---- | ------------------------- | --------------------------------- | -------------------------------- |
| 2011 | After School              | Play Ur Love                      |                                  |
| 2011 | A.S.Blue                  | Wonder Boy                        |                                  |
| 2011 | Son Dam-bi & After School | LOVE LETTER                       | Với Ara, Hyelim, Minhyun, Baekho |
| 2012 | Happy Pledis              | LOVE LETTER(PLEDIS BOYS VERSION!) |                                  |